# 天宫三号
天宫三号是中國空間站计划中的一个已取消的空间实验室，同时也是中国原定“载人航天三步走”计划中第二步的收官任务。中国载人航天工程办公室原计划将在2015年左右发射天宫三号。但随后计划改变，天宫三号任务被取消，其原定科研实验项目分别由天宫二号和天和号核心舱完成。

## 概要
2008年，中国载人航天工程办公室透露了一部分有关“天宫二号”和“天宫三号”的简要信息，表示将在2010年代末发射一系列载人飞船与“天宫三号”进行对接。
天宫三号原计划将会验证再生生保关键技术、航天员中期在轨驻留、飞行器长期在轨自主飞行和货运飞船在轨试验等一系列空间站关键技术，并将开展部分空间科学和航天医学试验。后为节省经费并加快中国空间站工程的建设步伐，加之原定用于发射天宫三号的长征五号B运载火箭研制进度不如预期，天宫三号任务被取消，原定技术试验项目由天宫二号和未来的中国空间站分摊完成。

## 参数规格
天宫三号由实验舱和资源舱构成，前后两个对接口，可同时对接一艘载人飞船和一艘货运飞船。预计将重达22吨，长约18.1米，最大直径为4.2米，按计划将：
- 具备3名航天员中期在轨驻留40天的能力[3]；
- 再生循环式生命保障系统的关键技术试验以及货运飞船在轨燃料加注技术的试验验证[3]；
- 同时对接多个飞行器的航天器在轨停泊机制[7]。